# Сісават Вачаявонг
Сісават Вачаявонг (кхмер. ស៊ីសុវត្ថិ វឌ្ឍឆាយាវង្ស; 13 серпня 1891 — 30 січня 1972) — камбоджійський державний діяч, прем'єр-міністр країни у 1947—1948 роках.

## Життєпис
Був сином принца Сісавата Ватанавонга й онуком короля Сісавата.
Від 1946 до 1948 року обіймав посаду міністра юстиції Камбоджі, після чого очолив уряд країни. Був лідером Демократичної партії.